# 非苯芳烃
非苯芳烃指分子中没有苯环结构却具有芳香性的环状烃类分子或离子。一般来说，非苯芳烃符合休克尔规则（4n+2），即含有4n+2个π电子。此外还要求环为平面型，且环内氢原子的排斥较小。

## 举例
- 薁（Azulene）
- 环戊二烯负离子
- 环庚三烯正离子（䓬离子）